# Viktring
 (mai 2023).
Viktring (en slovène : Vetrinj) est un quartier dans le sud de Klagenfurt, capitale du Land de Carinthie en Autriche. L'ancienne commune rattachée à la ville en 1973 est bien connue pour l'abbaye de Viktring fondée en 1142.

## Géographie
Le quartier se situe à l'est du Wörthersee et au sud de la rivière Glanfurt, la sortie d'eau du lac, qui la sépare des autres districts de Klagenfurt. Ses voisins sont les municipalités de Maria Wörth, Keutschach am See, Köttmannsdorf, Maria Rain et Ebenthal in Kärnten. Le territoire comprend également les villages de Goritschitzen, Neudorf et Stein.

## Histoire

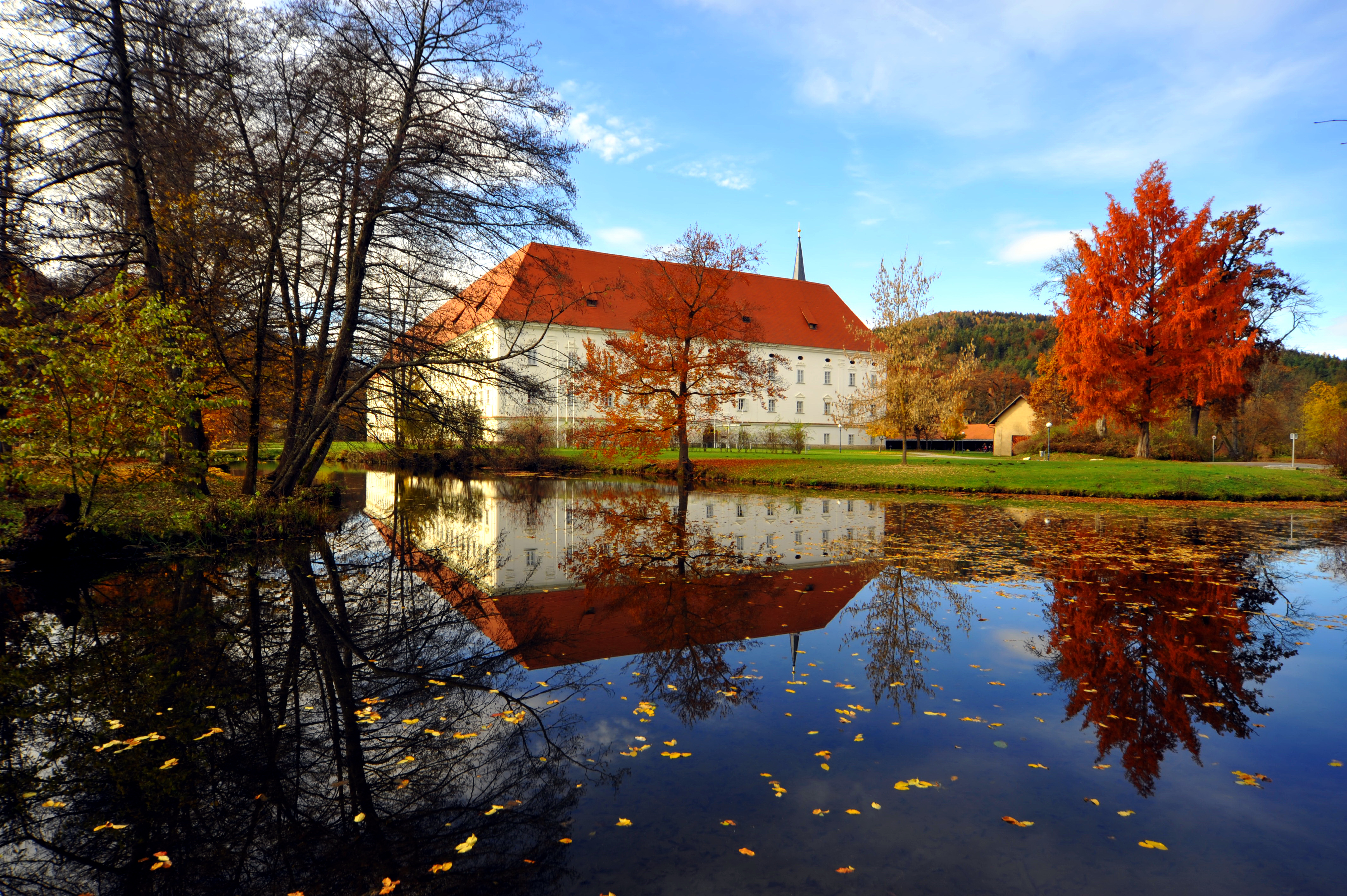
Vue de l'ancienne abbaye du côté est.

Viktring a été mentionnée pour la première fois sous le nom de Vitrino en 977. Située dans le duché de Carinthie, elle doit sa réputation à l'abbaye cistercienne fondée en 1142 par le comte Bernard de Sponheim († 1147), l'oncle du duc Ulrich Ier de Carinthie, et son épouse Cunégonde, la tante du margrave Ottokar III de Styrie. Les premiers moines à arriver furent des frères de l'abbaye de Villers-Bettnach en Lorraine.
Le couvent qui fut l'un des plus prospères du duché, jusqu'à son abolition en 1786, selon les lois anti-religieuses de l'empereur Joseph II. L'ancienne abbaye possède encore quelques bâtiments remarquables aujourd'hui. Après avoir été une filature, le complexe fut acquis par la république d'Autriche en 1970 ; en 1977, le site est aménagé comme un collège (Bundesrealgymnasium Klagenfurt-Viktring). L'abbatiale appartient aujourd'hui au diocèse de Gurk.
Après la Première Guerre mondiale et la dissolution de l'Empire austro-hongrois, la zone au sud de la rivière Glanfurt avait été convoitée par le nouveau royaume des Serbes, Croates et Slovènes ; néanmoins, ces exigences furent repoussées lors du référendum de Carinthie en 1920.